# Nekrolog August 2007
Nekrolog
◄◄
| ◄
| 2003
| 2004
| 2005
| 2006
| 2007 | 2008 | 2009 | 2010 | 2011 | ► | ►►
Januar |
Februar |
März |
April |
Mai |
Juni |
Juli |
August |
September |
Oktober |
November |
Dezember 2007
Weitere Ereignisse | Allgemeiner Nekrolog 2007
Die Beschreibung der verstorbenen Person sollte so kurz wie möglich gehalten sein und nur deren signifikante Tätigkeit(en) enthalten.
Neue Namen ggf. auch unter dem Geburts- und Sterbedatum, also etwa unter 1. Januar und im Geburts- und Sterbejahr (2024) eintragen (nur bei entsprechender großer Wichtigkeit). Für Beispiele siehe die schon vorhandenen Artikel.
Außerdem über die fünf zuletzt Verstorbenen, zu denen es einen ausreichend guten Artikel für eine Präsentation auf der Hauptseite gibt, nach der todesbedingten Überarbeitung der Artikel ggf. auch unter Wikipedia Diskussion:Hauptseite informieren und sie am besten auch in den anderen Wikipedia-Sprachversionen eintragen. Tipp: Regelmäßig bei news.google.de nach „ist tot“, „gestorben“ oder „verstorben“ suchen.
Wenn eine Person gestorben ist, gibt es viele Seiten zu dieser Person in der Wikipedia, die davon auch betroffen sind und entsprechend aktualisiert werden müssen. Beispiele: Namenübersichtsseite, Geburtsjahr, Geburtsort-Seiten und viele mehr.
Wie finde ich die betroffenen Seiten?
Im Suchfeld auf der linken Seite gibt man den Suchbegriff so ein: „Vorname Nachname“. Dann klickt man auf Volltext und alle Seiten mit entsprechendem Suchtext werden aufgerufen. Hier sieht man dann schnell, wo auch das Todesjahr Sinn macht oder sogar ein Teil des Artikels angepasst werden muss. Auch hilft das „Werkzeug“ auf der linken Seite sehr gut, um solche Seiten aufzufinden: „Links auf diese Seite“. Somit ist die Wikipedia wieder aktuell in allen Bereichen! Hinweis: bei Eintragung der Kategorie „Gestorben JAHR“ wird der Missbrauchsfilter 49 ausgelöst, was jedoch nicht schlimm ist. Siehe: Spezial:Missbrauchsfilter/49
Dies ist eine Liste von im August 2007 verstorbenen bekannten Persönlichkeiten. Die Einträge erfolgen innerhalb der einzelnen Daten alphabetisch sortiert. Tiere sind im Nekrolog für Tiere zu finden.

## August
| Tag        | Name                                                  | Beruf, bekannt als                                                                               | Alter | Beleg |
| ---------- | ----------------------------------------------------- | ------------------------------------------------------------------------------------------------ | ----- | ----- |
| 1. August  | Yū Aku                                                | japanischer Songwriter, Schriftsteller, Rundfunkautor und Dichter                                | 70    |       |
| 1. August  | Ryan Cox                                              | südafrikanischer Radrennfahrer                                                                   | 28    |       |
| 1. August  | Margarete Ehrlich                                     | austroamerikanische Physikerin                                                                   | 91    |       |
| 1. August  | Henri Isliker                                         | Schweizer Immunologe                                                                             | 85    |       |
| 1. August  | Veikko Karvonen                                       | finnischer Leichtathlet                                                                          | 81    |       |
| 1. August  | Winfred P. Lehmann                                    | US-amerikanischer Linguist                                                                       | 91    |       |
| 1. August  | Tommy Makem                                           | nordirischer Sänger und Musiker                                                                  | 74    |       |
| 1. August  | W. Ian Thomas                                         | britischer Major, Evangelist und Gründer der Fackelträger-Bewegung                               | 92    |       |
| 1. August  | Martin Trettau                                        | deutscher Schauspieler                                                                           | 77    |       |
| 2. August  | Queenie Allen                                         | englische Badmintonspielerin                                                                     | 95    |       |
| 2. August  | Bak Man-Biao                                          | chinesischer Schauspieler                                                                        | 86    |       |
| 2. August  | Franco Dalla Valle                                    | italienischer Ordensgeistlicher, römisch-katholischer Bischof von Juína                          | 62    |       |
| 2. August  | Kay Dotrice                                           | britische Schauspielerin                                                                         | 78    |       |
| 2. August  | Helmut Faissner                                       | deutscher Physiker                                                                               | 79    |       |
| 2. August  | Willi Geismeier                                       | deutscher Kunsthistoriker und Direktor der Deutschen Nationalgalerie Berlin                      | 73    |       |
| 2. August  | Albert Richter                                        | deutscher Forstwissenschaftler                                                                   | 98    |       |
| 2. August  | Holden Roberto                                        | angolanischer Politiker                                                                          | 84    |       |
| 2. August  | Georg Schug                                           | deutscher Elektroingenieur und Hochschullehrer                                                   | 90    |       |
| 2. August  | Chris Worthy                                          | kanadischer Eishockeyspieler                                                                     | 59    |       |
| 3. August  | Helmut Baitsch                                        | deutscher Humangenetiker und Anthropologe                                                        | 85    |       |
| 3. August  | Ron Brown                                             | schottischer Politiker                                                                           | 67    |       |
| 3. August  | John Edmund Gardner                                   | britischer Schriftsteller                                                                        | 80    |       |
| 3. August  | Bruno Johnke                                          | deutscher Turner                                                                                 | 101   |       |
| 3. August  | Colin Kapp                                            | britischer Schriftsteller                                                                        | 79    |       |
| 3. August  | August Scharnagl                                      | deutscher Musikpädagoge und Musikforscher                                                        | 93    |       |
| 3. August  | Laurence Edward Skriven                               | US-amerikanischer Chemieingenieur                                                                | 75    |       |
| 3. August  | Peter Thorup                                          | dänischer Blues-Musiker                                                                          | 58    |       |
| 3. August  | Earl Turbinton                                        | US-amerikanischer R&B- und Jazzmusiker                                                           | 65    |       |
| 4. August  | Henri Amouroux                                        | französischer Journalist und Historiker                                                          | 87    |       |
| 4. August  | Lee Hazlewood                                         | US-amerikanischer Musikproduzent, Singer-Songwriter und Country-Sänger                           | 78    |       |
| 4. August  | Jürgen Henckell                                       | deutscher Schriftsteller, Kabarettist, Maler und Grafiker                                        | 92    |       |
| 4. August  | Raul Hilberg                                          | US-amerikanischer Historiker                                                                     | 81    |       |
| 4. August  | Anja Lundholm                                         | deutsche Schriftstellerin                                                                        | 89    |       |
| 4. August  | Anton Munteanu                                        | rumänischer Fußballer                                                                            | 74    |       |
| 4. August  | Tina Richter-Vietor                                   | deutsche Vielseitigkeitsreiterin                                                                 |       |       |
| 4. August  | Gotthelf Schlotter                                    | deutscher Bildhauer                                                                              | 84    |       |
| 4. August  | Fritz Stocker                                         | Schweizer Radrennfahrer                                                                          | 86    |       |
| 4. August  | Ruth Zechlin                                          | deutsche Komponistin, Cembalistin und Organistin                                                 | 81    |       |
| 5. August  | Paul Adenauer                                         | deutscher Geistlicher, Sohn von Konrad Adenauer                                                  | 84    |       |
| 5. August  | Harald Heimsoeth                                      | deutscher Botschafter                                                                            | 90    |       |
| 5. August  | Oliver Hill                                           | US-amerikanischer Anwalt und Bürgerrechtler                                                      | 100   |       |
| 5. August  | Peter Saburō Hirata                                   | römisch-katholischer Bischof von Oita und Fukuoka                                                | 93    |       |
| 5. August  | Jean-Marie Lustiger                                   | französischer Geistlicher, römisch-katholischer Erzbischof von Paris                             | 80    |       |
| 5. August  | Amos Manor                                            | Direktor des israelischen Geheimdienstes Schin Bet                                               | 94    |       |
| 5. August  | Pedro Mesías                                          | chilenischer Pianist und Dirigent                                                                | 81    |       |
| 5. August  | Hans Meyer                                            | deutscher Kommunalpolitiker und Bürgermeister                                                    | 93    |       |
| 5. August  | Daniel Morales                                        | chilenischer Fußballspieler                                                                      | 79    |       |
| 5. August  | Florian Pittiș                                        | rumänischer Schauspieler und Musiker                                                             | 63    |       |
| 5. August  | Paul Rutherford                                       | britischer Posaunist                                                                             | 67    |       |
| 5. August  | Mathias Schramm                                       | deutscher Musiker                                                                                | 57    |       |
| 5. August  | Peter Graham Scott                                    | britischer Filmregisseur, Drehbuchautor, Filmproduzent und Filmeditor                            | 83    |       |
| 6. August  | Heinz Barth                                           | deutscher SS-Obersturmführer (Waffen-SS)                                                         | 86    |       |
| 6. August  | Friedrich Försterling                                 | deutscher Psychologe                                                                             | 54    |       |
| 6. August  | Wilf Hall                                             | englischer Fußballtorhüter                                                                       | 72    |       |
| 6. August  | Heinz Jergens                                         | deutscher Fußballspieler                                                                         | 84    |       |
| 6. August  | Eva-Maria Jung-Inglessis                              | deutsche Kirchenhistorikerin                                                                     |       |       |
| 6. August  | Günther Kunkel                                        | deutscher Forstbotaniker                                                                         | 79    |       |
| 6. August  | Teizō Matsumura                                       | japanischer Komponist                                                                            | 78    |       |
| 6. August  | Alram Karl Gottfried Hans Ladislaus Graf zu Ortenburg | deutscher Jäger, Politiker (CSU) und Begründer der Wildparks Tambach und Ortenburg               | 81    |       |
| 6. August  | Miklós Páncsics                                       | ungarischer Fußballspieler                                                                       | 64    |       |
| 6. August  | Élie de Rothschild                                    | französischer Bankier                                                                            | 90    |       |
| 6. August  | Atle Selberg                                          | norwegischer Mathematiker und Hochschullehrer                                                    | 90    |       |
| 6. August  | Wolfgang Sievers                                      | australischer Fotograf                                                                           | 93    |       |
| 6. August  | Lino Vombömmel                                        | brasilianischer Geistlicher, römisch-katholischer Bischof von Santarém                           | 73    |       |
| 6. August  | Karl-Christian Zahn                                   | deutscher Politiker (CDU) und Bürgermeister von Dorsten                                          | 75    |       |
| 7. August  | Domenico Caloyera                                     | türkischer Ordensgeistlicher, römisch-katholischer Erzbischof von Izmir                          | 92    |       |
| 7. August  | Jürgen Grasmück                                       | deutscher Science-Fiction-Autor                                                                  | 67    |       |
| 7. August  | Björn Ibsen                                           | dänischer Anästhesist und ein Mitbegründer der Intensivmedizin                                   | 91    |       |
| 7. August  | Arndt Schaffner                                       | deutscher Fotograf und Filmemacher                                                               | 60    |       |
| 7. August  | Alfred Schrick                                        | deutscher Lyriker und Autor                                                                      | 87    |       |
| 7. August  | Ulla Strand                                           | dänische Badmintonspielerin                                                                      | 64    |       |
| 8. August  | Richard Berthold                                      | deutscher Manager, Finanzvorstand bei der Audi AG (1984–1988)                                    | 80    |       |
| 8. August  | Bertha Crowther                                       | englische Leichtathletin                                                                         | 85    |       |
| 8. August  | Richard Dahl                                          | schwedischer Hochspringer                                                                        | 74    |       |
| 8. August  | Juan Emilio Friguls                                   | kubanischer Journalist                                                                           | 88    |       |
| 8. August  | Roberto Gavioli                                       | italienischer Trickfilmregisseur                                                                 | 81    |       |
| 8. August  | Carl Friedrich Graumann                               | deutscher Psychologe und Hochschullehrer                                                         | 84    |       |
| 8. August  | Joybubbles                                            | US-amerikanischer Phreaking-Pionier                                                              | 58    |       |
| 8. August  | Ma Lik                                                | chinesischer Politiker                                                                           | 55    |       |
| 8. August  | Dietrich Lang                                         | deutscher Kommunalpolitiker                                                                      | 89    |       |
| 8. August  | Veronika Prinzessin zur Lippe                         | Mitglied des deutschen Hochadels                                                                 | 91    |       |
| 8. August  | Gerhard May                                           | österreichischer Hochschullehrer für Kirchengeschichte                                           | 66    |       |
| 8. August  | Melville Shavelson                                    | US-amerikanischer Filmregisseur                                                                  | 90    |       |
| 8. August  | Alexander Tollmann                                    | österreichischer Geologe und Politiker (Vereinte Grüne Österreichs)                              | 79    |       |
| 8. August  | Hellmut Trute                                         | deutscher Wirtschaftsjurist                                                                      | 100   |       |
| 8. August  | Jorge Valente                                         | mexikanischer Sänger                                                                             | 73    |       |
| 8. August  | Julius Wess                                           | österreichischer Physiker, Professor für Theoretische Physik                                     | 72    |       |
| 9. August  | Graham Robert Allan                                   | britischer Mathematiker                                                                          | 70    |       |
| 9. August  | Nicolau Casaus                                        | spanischer Fußballfunktionär                                                                     | 94    |       |
| 9. August  | Timothy Garden, Baron Garden                          | britischer Politiker und Air Marshal                                                             | 63    |       |
| 9. August  | Joe O’Donnell                                         | US-amerikanischer Fotograf                                                                       | 85    |       |
| 9. August  | Ulrich Plenzdorf                                      | deutscher Schriftsteller, Drehbuchautor und Dramaturg                                            | 72    |       |
| 9. August  | Rudolf Thanner                                        | deutscher Eishockeyspieler und Kommunalpolitiker                                                 | 62    |       |
| 10. August | Máximo André Biennès                                  | französischer, römisch-katholischer Bischof von São Luíz de Cáceres, Brasilien                   | 86    |       |
| 10. August | Erwin Fahlbusch                                       | deutscher systematischer Theologe                                                                | 81    |       |
| 10. August | James E. Faust                                        | US-amerikanischer Abgeordneter und Apostel der Kirche Jesu Christi der Heiligen der Letzten Tage | 87    |       |
| 10. August | Kitty Grime                                           | britische Journalistin und Sängerin                                                              | 77    |       |
| 10. August | Harald Gundhus                                        | norwegischer Jazz-Saxophonist und Flötist                                                        | 65    |       |
| 10. August | Irene Morgan                                          | US-amerikanische Bürgerrechtlerin                                                                | 90    |       |
| 10. August | Jean Rédélé                                           | französischer Rallyefahrer, Konstrukteur und Autobauer                                           | 85    |       |
| 10. August | Mario Rivera                                          | dominikanisch-US-amerikanischer Latinjazz-Saxophonist                                            | 68    |       |
| 10. August | Ernst Timaeus                                         | deutscher Psychologe                                                                             | 75    |       |
| 10. August | Tony Wilson                                           | britischer Musikmanager, Nachtclubbetreiber und Fernsehjournalist                                | 57    |       |
| 11. August | Maurice Boitel                                        | französischer Maler                                                                              | 88    |       |
| 11. August | Berta Dovidova                                        | sowjetisch-usbekische Sängerin (Sopran) und Musikpädagogin                                       | 84    |       |
| 11. August | Alfred Ebenbauer                                      | österreichischer Germanist                                                                       | 61    |       |
| 11. August | Michael Frede                                         | deutscher Philosoph                                                                              | 67    |       |
| 11. August | Wolf Hilbertz                                         | deutscher Architekt, Erfinder und Meereswissenschaftler                                          | 69    |       |
| 11. August | Roger L. Kaesler                                      | US-amerikanischer Paläontologe                                                                   | 70    |       |
| 11. August | Herb Pomeroy                                          | US-amerikanischer Jazztrompeter                                                                  | 77    |       |
| 11. August | Ursula Röper                                          | deutsche Politikerin (CDU), MdL                                                                  | 63    |       |
| 11. August | Madilu System                                         | kongolesischer Sänger                                                                            | 55    |       |
| 11. August | Paul Thiel                                            | deutscher Rennfahrer                                                                             | 83    |       |
| 11. August | Lluís Maria Xirinacs i Damians                        | spanischer katalanischer Senator, Priester und Unabhängigkeitsaktivist                           | 75    |       |
| 11. August | Zhang Shuhong                                         | chinesischer Unternehmer                                                                         | 50+?  |       |
| 12. August | Ralph Alpher                                          | US-amerikanischer Physiker und Kosmologe                                                         | 86    |       |
| 12. August | Franz Antel                                           | österreichischer Filmregisseur, Produzent und Autor                                              | 94    |       |
| 12. August | Ronald N. Bracewell                                   | australisch-amerikanischer Physiker und Astronom                                                 | 86    |       |
| 12. August | Raymond Colliot                                       | französischer Radrennfahrer                                                                      | 84    |       |
| 12. August | Alfonsas Giedraitis                                   | litauischer Politiker                                                                            | 82    |       |
| 12. August | Merv Griffin                                          | US-amerikanischer Entertainer                                                                    | 82    |       |
| 12. August | Hans-Josef Irmen                                      | deutscher Musikpädagoge, Musikwissenschaftler und Dirigent                                       | 69    |       |
| 12. August | Alwyn Rice Jones                                      | britischer Erzbischof von Wales                                                                  | 73    |       |
| 12. August | Dumitru Manea                                         | rumänischer Ringer                                                                               | 57    |       |
| 12. August | Elizabeth Murray                                      | US-amerikanische Künstlerin                                                                      | 66    |       |
| 12. August | Ernst Preising                                        | deutscher Pflanzensoziologe und Naturschützer                                                    | 95    |       |
| 12. August | Mathias Rohlfs                                        | deutscher Rallyefahrer                                                                           | 45    |       |
| 12. August | Mike Wieringo                                         | US-amerikanischer Comiczeichner                                                                  | 44    |       |
| 13. August | Brian Adams                                           | US-amerikanischer Wrestler                                                                       | 43    |       |
| 13. August | Brooke Astor                                          | US-amerikanische Wohltäterin                                                                     | 105   |       |
| 13. August | Laurent Bernier                                       | kanadischer Skispringer                                                                          | 85    |       |
| 13. August | Hans Ferdinand Linskens                               | deutscher Botaniker und Genetiker                                                                | 86    |       |
| 13. August | Gerhard Müller-Menckens                               | deutscher Architekt und Hochschullehrer                                                          | 90    |       |
| 13. August | Gert Reinhart                                         | deutscher Rechtswissenschaftler                                                                  | 73    |       |
| 13. August | Albert Schmidt                                        | Abgeordneter des Nationalrates                                                                   | 84    |       |
| 13. August | Ernie Wilhelmi                                        | deutsche Schauspielerin                                                                          | 84    |       |
| 14. August | John Biffen                                           | britischer Politiker                                                                             | 76    |       |
| 14. August | Tichon Nikolajewitsch Chrennikow                      | russischer Komponist                                                                             | 94    |       |
| 14. August | Rudolf Friedl                                         | österreichischer Bildhauer                                                                       | 86    |       |
| 14. August | Pinchas Goldstein                                     | israelischer Politiker                                                                           | 67    |       |
| 14. August | Emory King                                            | belizischer Historiker, Schriftsteller, Journalist                                               | 76    |       |
| 14. August | Kotozakura Masakatsu                                  | japanischer Sumōringer und 53. Yokozuna                                                          | 66    |       |
| 14. August | Bill Lomas                                            | britischer Motorradrennfahrer                                                                    | 79    |       |
| 14. August | Heinz Reber                                           | Schweizer Komponist                                                                              | 55    |       |
| 14. August | Phil Rizzuto                                          | US-amerikanischer Baseballspieler                                                                | 89    |       |
| 14. August | Dietmar N. Schmidt                                    | deutscher Kulturmanager und Dokumentarfilmer                                                     | 69    |       |
| 14. August | Alice Schwarz-Gardos                                  | israelische Journalistin                                                                         | 91    |       |
| 14. August | Kihei Tomioka                                         | japanischer Radrennfahrer                                                                        | 74    |       |
| 14. August | James R. Wilson                                       | US-amerikanischer Physiker                                                                       | 84    |       |
| 14. August | Sayoko Yamaguchi                                      | japanisches Model und Schauspielerin                                                             | 56    |       |
| 15. August | Nasser Almanqour                                      | saudi-arabischer Diplomat                                                                        |       |       |
| 15. August | Rudi Berger                                           | deutscher Tennisschiedsrichter und -funktionär                                                   | 55    |       |
| 15. August | Natalie Bevan                                         | britische Künstlerin                                                                             | 98    |       |
| 15. August | Richard Bradshaw                                      | britischer Dirigent                                                                              | 63    |       |
| 15. August | Dan Alexandru Condeescu                               | rumänischer Literaturkritiker                                                                    | 57    |       |
| 15. August | Helmuth Gericke                                       | deutscher Mathematiker                                                                           | 98    |       |
| 15. August | John Gofman                                           | US-amerikanischer Physiker                                                                       | 88    |       |
| 15. August | Bruno Gutknecht                                       | deutscher Maler, Grafiker und Architekt                                                          |       |       |
| 15. August | Sam Pollock                                           | kanadischer Eishockeyfunktionär                                                                  | 81    |       |
| 15. August | Liam Rector                                           | US-amerikanischer Dichter                                                                        | 57    |       |
| 15. August | John Wallowitch                                       | US-amerikanischer Sänger und Songschreiber                                                       | 81    |       |
| 15. August | Vicente Ângelo José Marchetti Zioni                   | römisch-katholischer Erzbischof von Botucatu, Brasilien                                          | 95    |       |
| 15. August | Christian Zippert                                     | Kommunitätsbeauftragter der EKD                                                                  | 70    |       |
| 16. August | Jeroen Boere                                          | niederländischer Fußballspieler                                                                  | 39    |       |
| 16. August | Julia Briggs                                          | britische Literaturwissenschaftlerin                                                             | 63    |       |
| 16. August | Gerard Louis Frey                                     | römisch-katholischer Bischof von Lafayette                                                       | 93    |       |
| 16. August | Susan Hurley                                          | US-amerikanische Philosophin                                                                     | 52    |       |
| 16. August | Thomas Jank                                           | deutscher Ingenieur                                                                              | 58    |       |
| 16. August | Pierre Jourdan                                        | französischer Regisseur                                                                          | 74    |       |
| 16. August | Walter Krause                                         | österreichischer Anatom                                                                          | 96    |       |
| 16. August | Joseph Krekeler                                       | deutscher Politiker (CDU), Oberbürgermeister von Pirmasens                                       | 72    |       |
| 16. August | Heinz Murmann                                         | deutscher Journalist                                                                             |       |       |
| 16. August | Helmut Palitsch                                       | österreichischer Schauspieler, Regisseur und Intendant                                           | 55    |       |
| 16. August | Max Roach                                             | US-amerikanischer Jazz-Schlagzeuger und Hochschullehrer                                          | 83    |       |
| 16. August | Moshe Schnitzer                                       | israelischer Unternehmer und Diamantenhändler                                                    |       |       |
| 17. August | Richard Beek                                          | deutscher Film- und Theaterschauspieler                                                          | 83    |       |
| 17. August | Rötger Belke-Grobe                                    | deutscher Landwirt, Unternehmer und Kommunalpolitiker                                            | 66    |       |
| 17. August | Jos Brink                                             | niederländischer Schauspieler, Kolumnist und Fernsehmoderator                                    | 65    |       |
| 17. August | Bill Deedes                                           | britischer Journalist und Politiker                                                              | 94    |       |
| 17. August | Henry Gong Junior                                     | US-amerikanischer Mediziner                                                                      | 60    |       |
| 17. August | Eddie Griffin                                         | US-amerikanischer Basketballspieler                                                              | 25    |       |
| 17. August | Edouard Isabekjan                                     | armenisch-sowjetischer Maler                                                                     | 92    |       |
| 17. August | Victor Klee                                           | US-amerikanischer Mathematiker                                                                   | 81    |       |
| 17. August | Július Koller                                         | slowakischer Künstler                                                                            | 68    |       |
| 17. August | Tanja Liedtke                                         | deutsche Tänzerin und Choreografin                                                               | 29    |       |
| 17. August | Dashrath Manjhi                                       | indischer Straßenbaupionier                                                                      |       |       |
| 17. August | Anna Parlapanou                                       | deutsch-griechische Mezzosopranistin                                                             | 51    |       |
| 17. August | Byron Robertson                                       | kanadischer Wrestler                                                                             | 68    |       |
| 17. August | Anne Wollner                                          | deutsche Schauspielerin                                                                          | 67    |       |
| 18. August | Edward Avedisian                                      | US-amerikanischer Maler                                                                          | 71    |       |
| 18. August | Leo Kanowitz                                          | US-amerikanischer Jurist                                                                         | 81    |       |
| 18. August | Jon Lucien                                            | US-amerikanischer Jazz-Sänger                                                                    | 65    |       |
| 18. August | Vicente C. Manuel                                     | philippinischer römisch-katholischer Bischof                                                     | 68    |       |
| 18. August | Magdalen Nabb                                         | englische Krimi- und Jugendbuchautorin                                                           | 60    |       |
| 18. August | Madeleine Stern                                       | US-amerikanische Antiquariats-Buchhändlerin und Autorin                                          | 95    |       |
| 19. August | Luqman Ali                                            | US-amerikanischer Jazzmusiker (Schlagzeug, Perkussion, Komposition)                              | 67    |       |
| 19. August | Wolfgang Berger                                       | deutscher Musikpädagoge und Chorleiter                                                           | 86    |       |
| 19. August | Daniel Brewster                                       | US-amerikanischer Politiker                                                                      | 83    |       |
| 19. August | Johnny Fourie                                         | südafrikanischer Gitarrist                                                                       | 70    |       |
| 19. August | Rudolph Johnson                                       | US-amerikanischer Jazz-Saxophonist                                                               |       |       |
| 19. August | Marvin L. McNickle                                    | US-amerikanischer Offizier, Generalleutnant der US Air Force                                     | 93    |       |
| 19. August | Francis Ryck                                          | französischer Schriftsteller                                                                     | 87    |       |
| 19. August | Yōko Minakaze                                         | japanische Schauspielerin                                                                        | 77    |       |
| 20. August | Michael Danzinger                                     | österreichischer Pianist und Komponist                                                           | 92    |       |
| 20. August | Harold Fox                                            | britischer Historiker                                                                            | 62    |       |
| 20. August | Gabriel Glorieux                                      | belgischer Radrennfahrer                                                                         | 77    |       |
| 20. August | Berthold Grünfeld                                     | norwegischer Mediziner                                                                           | 75    |       |
| 20. August | Leona Helmsley                                        | US-amerikanische Hotelbesitzerin                                                                 | 87    |       |
| 20. August | Bolko Hoffmann                                        | deutscher Politiker                                                                              | 69    |       |
| 20. August | Teresa Hohenlohe                                      | österreichische Galeristin                                                                       | 43    |       |
| 20. August | Roch La Salle                                         | kanadischer Politiker                                                                            | 78    |       |
| 20. August | Heinz Schneider                                       | deutscher Tischtennisspieler                                                                     | 74    |       |
| 20. August | Heinz Tetzner                                         | deutscher Maler und Grafiker                                                                     | 87    |       |
| 20. August | Hans Trummer                                          | österreichischer Schriftsteller                                                                  | 60    |       |
| 20. August | Franz Völker                                          | deutscher römisch-katholischer Pfarrer                                                           | 95    |       |
| 20. August | Bernhard Wilpert                                      | deutscher Psychologe                                                                             | 71    |       |
| 21. August | Rodolfo Amprino                                       | italienischer Arzt, Humananatom und Anthropologe                                                 | 95    |       |
| 21. August | Rose Bampton                                          | US-amerikanische Sängerin (Sopran)                                                               | 99    |       |
| 21. August | Siobhan Dowd                                          | irisch-britische Schriftstellerin                                                                | 47    |       |
| 21. August | Volkmar Fritz                                         | deutscher biblischer Archäologe                                                                  | 69    |       |
| 21. August | Günter Hässy                                          | deutscher Dirigent, Komponist und Musikpädagoge                                                  | 63    |       |
| 21. August | Herman Hebler                                         | norwegischer Grafiker                                                                            | 95    |       |
| 21. August | Alois Huber                                           | österreichischer Politiker (FPÖ)                                                                 | 78    |       |
| 21. August | Kurt Hübner                                           | deutscher Theaterregisseur und Theaterintendant                                                  | 90    |       |
| 21. August | Qurratulain Hyder                                     | indische Schriftstellerin                                                                        | 80    |       |
| 21. August | Wilfried Kemmer                                       | deutscher Fußballspieler                                                                         | 63    |       |
| 21. August | Menyhért Lakatos                                      | ungarischer Schriftsteller                                                                       | 81    |       |
| 21. August | Ulrich Müther                                         | deutscher Bauingenieur                                                                           | 73    |       |
| 21. August | Haley Paige                                           | US-amerikanische Pornodarstellerin                                                               | 25    |       |
| 21. August | Isabella Rüttenauer                                   | deutsche Germanistin und Erziehungswissenschaftlerin                                             | 97    |       |
| 21. August | George Theodorescu                                    | rumänisch-deutscher Reitsportler                                                                 | 81    |       |
| 21. August | Maria Rosa Valenza                                    | italienische Kostümbildnerin, Malerin und Szenenbildnerin                                        | 84    |       |
| 22. August | Hans Bänninger                                        | Schweizer Eishockeytorwart                                                                       | 83    |       |
| 22. August | Jacek Chmielnik                                       | polnischer Schauspieler, Regisseur und Dramatiker                                                | 54    |       |
| 22. August | Alan Cooper                                           | britischer Jazzmusiker                                                                           | 76    |       |
| 22. August | Butch van Breda Kolff                                 | US-amerikanischer Basketballtrainer                                                              | 84    |       |
| 22. August | Grace Paley                                           | US-amerikanische Schriftstellerin und politische Aktivistin                                      | 84    |       |
| 22. August | Masahiko Togashi                                      | japanischer Jazz-Schlagzeuger                                                                    | 67    |       |
| 23. August | Elisabeth Goes                                        | deutsche Pfarrersfrau und Gerechte unter den Völkern                                             | 95    |       |
| 23. August | Thomas Hösli                                          | Schweizer Musiker                                                                                | 41    |       |
| 23. August | Jukō Nishimura                                        | japanischer Schriftsteller                                                                       | 76    |       |
| 23. August | Mark Kamps                                            | US-amerikanischer Sound editor                                                                   | 44    |       |
| 23. August | Reinhard Lauth                                        | deutscher Philosoph                                                                              | 88    |       |
| 23. August | William John McKeag                                   | kanadischer Unternehmer, Vizegouverneur von Manitoba                                             | 79    |       |
| 23. August | Bruno Trentin                                         | italienischer Politiker, MdEP                                                                    | 80    |       |
| 23. August | Dušan Třeštík                                         | tschechischer Historiker                                                                         | 74    |       |
| 24. August | Abd ar-Rahman Arif                                    | irakischer Staatspräsident                                                                       |       |       |
| 24. August | Hansjörg Felmy                                        | deutscher Theater- und Filmschauspieler                                                          | 76    |       |
| 24. August | Herbert Knierim                                       | deutscher Politiker (CDU), MdL                                                                   | 83    |       |
| 24. August | Aaron Russo                                           | US-amerikanischer Geschäftsmann, politische Figur der Libertarian Party                          | 64    |       |
| 24. August | Antanas Stancevičius                                  | litauischer Agronom und Botaniker                                                                | 87    |       |
| 25. August | Raymond Barre                                         | französischer Politiker                                                                          | 83    |       |
| 25. August | Edward N. Brandt                                      | US-amerikanischer Mediziner                                                                      | 74    |       |
| 25. August | Richard Cook                                          | britischer Jazzautor                                                                             | 50    |       |
| 25. August | Edouard Gagnon                                        | kanadischer Kardinal                                                                             | 89    |       |
| 25. August | Elizabeth Inglis                                      | britische Schauspielerin                                                                         | 94    |       |
| 25. August | Ray Jones                                             | englischer Fußballspieler                                                                        | 18    |       |
| 25. August | Gerhard Mitscherlich                                  | deutscher Forstwissenschaftler                                                                   | 96    |       |
| 25. August | Folker Weißgerber                                     | deutscher Manager                                                                                | 66    |       |
| 26. August | Petr Kaplan                                           | tschechischer Rocksänger und -gitarrist                                                          | 67    |       |
| 26. August | Roy McLean                                            | südafrikanischer Cricketspieler                                                                  | 77    |       |
| 26. August | Josep Moll i Marquès                                  | spanischer Politiker und Journalist                                                              | 72    |       |
| 26. August | Ronald Pieper                                         | Schweizer Segelsportler                                                                          | 59    |       |
| 26. August | Alois Schwarz                                         | österreichischer Politiker                                                                       | 74    |       |
| 26. August | Edward Seidensticker                                  | US-amerikanischer Literaturwissenschaftler                                                       | 86    |       |
| 26. August | Gaston Thorn                                          | luxemburgischer Politiker                                                                        | 78    |       |
| 27. August | Driss Basri                                           | marokkanischer Politiker, Innenminister von Marokko (1979–1999)                                  |       |       |
| 27. August | Alexa Bokšay                                          | tschechischer Fußballspieler und -trainer                                                        | 96    |       |
| 27. August | Burkhard Gantenbein                                   | Schweizer Handballspieler und Sportfunktionär                                                    | 95    |       |
| 27. August | José Santos Iztueta Mendizábal                        | Prälat von Moyobamba in Peru                                                                     | 78    |       |
| 27. August | Gad Ja’akobi                                          | israelischer Politiker und Diplomat                                                              | 72    |       |
| 27. August | Alberto de Lacerda                                    | portugiesischer Dichter, Kunstkritiker, Exzentriker                                              | 78    |       |
| 27. August | Emma Penella                                          | spanische Schauspielerin                                                                         | 77    |       |
| 27. August | Doug Riley                                            | kanadischer Jazzmusiker und Komponist                                                            | 62    |       |
| 27. August | Hans Ruesch                                           | Schweizer Rennfahrer, Publizist und Schriftsteller                                               | 94    |       |
| 27. August | Werner Schrader                                       | deutscher Lehrer, Kinder- und Jugendbuchautor                                                    | 79    |       |
| 27. August | Alexander Scordelis                                   | US-amerikanischer Bauingenieur                                                                   | 73    |       |
| 27. August | Robert Wischer                                        | deutscher Architekt                                                                              | 77    |       |
| 28. August | Kurt Adamy                                            | deutscher Historiker                                                                             | 75    |       |
| 28. August | Anacleto Angelini                                     | italienisch-chilenischer Unternehmer (Milliardär)                                                | 93    |       |
| 28. August | Hilly Kristal                                         | US-amerikanischer Musikclub-Besitzer                                                             | 75    |       |
| 28. August | Paul MacCready                                        | US-amerikanischer Physiker und Ingenieur                                                         | 81    |       |
| 28. August | Antonio Puerta                                        | spanischer Fußballspieler                                                                        | 22    |       |
| 28. August | Emil Toman                                            | österreichischer Maler                                                                           | 84    |       |
| 28. August | Maria Tore Barbina                                    | italienische Autorin und Übersetzerin                                                            | 67    |       |
| 28. August | Francisco Umbral                                      | spanischer Schriftsteller                                                                        | 75    |       |
| 29. August | Banarsi Das Gupta                                     | indischer Politiker und Chief Minister von Haryana                                               | 89    |       |
| 29. August | Erich Hoppmann                                        | deutscher Wirtschaftswissenschaftler                                                             | 83    |       |
| 29. August | Richard Jewell                                        | US-amerikanischer Wachmann                                                                       | 44    |       |
| 29. August | Heinz Korpjuhn                                        | deutscher Fußballspieler                                                                         | 78    |       |
| 29. August | Klaus Lindemann                                       | deutscher Grafiker, Fotograf und Maler                                                           | 81    |       |
| 29. August | Wladimir Lobanow                                      | russischer Eisschnellläufer                                                                      | 53    |       |
| 29. August | Pierre Messmer                                        | französischer Politiker                                                                          | 91    |       |
| 29. August | Chaswe Nsofwa                                         | sambischer Fußballspieler                                                                        | 28    |       |
| 29. August | Albrecht Schultz                                      | deutscher Manager                                                                                | 88    |       |
| 29. August | Miyoshi Umeki                                         | japanische Schauspielerin                                                                        | 78    |       |
| 29. August | Max Weber                                             | deutscher Leichtathlet und Olympiateilnehmer                                                     | 85    |       |
| 29. August | Gertrud Weitensfelder-Anger                           | österreichische Autorin                                                                          | 91    |       |
| 29. August | Peter Willmann                                        | deutscher Kommunalpolitiker                                                                      | 69    |       |
| 30. August | Peter Bendixen                                        | deutscher Politiker (CDU), MdL, Landesminister in Schleswig-Holstein                             | 64    |       |
| 30. August | Donald J. Davis                                       | US-amerikanischer Bischof                                                                        | 78    |       |
| 30. August | Pinchas Erlanger                                      | israelischer Landwirt deutscher Herkunft                                                         | 81    |       |
| 30. August | Sandy Feldstein                                       | US-amerikanischer Komponist, Arrangeur und Dirigent                                              | 66    |       |
| 30. August | Augustine Harris                                      | britischer Geistlicher, römisch-katholischer Bischof von Middlesbrough                           | 89    |       |
| 30. August | Michael Jackson                                       | britischer Experte im Bereich der Bier- und Whiskyverkostung                                     | 65    |       |
| 30. August | Helmut Krebs                                          | deutscher Opern- und Oratorientenor                                                              | 93    |       |
| 30. August | Igor Alexandrowitsch Nowikow                          | sowjetischer Olympiasieger im Modernen Fünfkampf                                                 | 77    |       |
| 30. August | Roef Ragas                                            | niederländischer Schauspieler                                                                    | 42    |       |
| 30. August | Karl Reinhart                                         | österreichischer Politiker (SPÖ), Abgeordneter zum Nationalrat                                   | 76    |       |
| 30. August | Charles Vanik                                         | US-amerikanischer Politiker (Demokratische Partei)                                               | 94    |       |
| 30. August | José Luis de Vilallonga                               | spanischer Schriftsteller, Schauspieler und Aristokrat                                           | 87    |       |
| 30. August | K. R. T. Wasitodiningrat                              | indonesischer Gamelanmusiker                                                                     | 98    |       |
| 31. August | Gay Brewer                                            | US-amerikanischer Golfspieler                                                                    | 75    |       |
| 31. August | Willie Cunningham                                     | nordirischer Fußballspieler                                                                      | 77    |       |
| 31. August | Karl Henn                                             | deutscher Jurist                                                                                 | 90    |       |
| 31. August | Kees Klop                                             | niederländischer Soziologe und Verwaltungswissenschaftler                                        | 59    |       |
| 31. August | Herbert Kunze                                         | deutscher Eishockey- und Tennisspieler                                                           | 98    |       |
| 31. August | Agnes von und zu Liechtenstein                        | österreichische Prinzessin                                                                       | 79    |       |
| 31. August | Ernst Melis                                           | deutscher Politiker (KPD/SED)                                                                    | 98    |       |
| 31. August | Hildegard Neef                                        | deutsche Journalistin                                                                            | 85    |       |
| 31. August | Peter Nelde                                           | deutscher Soziolinguist                                                                          | 65    |       |
| 31. August | Günter Nobel                                          | deutscher Widerstandskämpfer                                                                     | 94    |       |
| 31. August | Helmut Zuzak                                          | deutscher Arzt                                                                                   | 94    |       |